# U-552
L'U-552 fu un sommergibile tipo VIIC della Marina militare tedesca impiegato durante la seconda guerra mondiale. Impostato il 1° dicembre 1939 presso il cantiere Blohm & Voss di Amburgo, fu varato il 14 settembre 1940 ed entrò in servizio il 4 dicembre 1940.
L'U-552 era soprannominato Roter Teufel ("Diavolo Rosso") per via della figura di un diavolo sorridente di colore rosso dipinta sulla sua torre di comando. Fu uno dei sommergibili di maggior successo della sua classe, prendendo parte a 21 operazioni con tattica "branco di lupi", operando per oltre tre anni di servizio ininterrotto e affondando o danneggiando 35 navi alleate per un totale di 192.376 tonnellate di stazza.
L'U-552 fu coinvolto in due azioni controverse:
- il 31 ottobre 1941 affondò la USS Reuben James, la prima nave da guerra della Marina statunitense ad andare perduta durante la seconda guerra mondiale (ciò avvenne in un periodo in cui gli Stati Uniti erano ancora ufficialmente neutrali, causando una disputa diplomatica);
- il 3 aprile 1942 affondò la nave mercantile David H. Atwater al largo delle coste statunitensi.

L'U-552 ebbe una vita operativa insolitamente lunga: dopo essere stato evacuato dalla sua base francese nella primavera del 1944, operò in missioni di addestramento nel Mar Baltico fino al suo disarmo nel febbraio 1945. Il 5 maggio 1945 venne autoaffondato nella baia di Helgoland per evitare che cadesse in mani nemiche.

## Navi affondate e/o danneggiate
| Data              | Imbarcazione      | Nationalità | Stazza (t) | Esito       |
| ----------------- | ----------------- | ----------- | ---------- | ----------- |
| 1º marzo 1941     | Cadillac          | Regno Unito | 12.062     | Affondata   |
| 10 marzo 1941     | Reykjaborg        | Islanda     | 687        | Affondata   |
| 27 aprile 1941    | Commander Horton  | Regno Unito | 227        | Affondata   |
| 27 aprile 1941    | Beacon Grange     | Regno Unito | 10.119     | Affondata   |
| 28 aprile 1941    | Capulet           | Regno Unito | 8.190      | Danneggiata |
| 1º maggio 1941    | Nerissa           | Regno Unito | 5.583      | Affondata   |
| 10 giugno 1941    | Ainderby          | Regno Unito | 4.860      | Affondata   |
| 12 giugno 1941    | Chinese Prince    | Regno Unito | 8.593      | Affondata   |
| 18 giugno 1941    | Norfolk           | Regno Unito | 10.948     | Affondata   |
| 23 agosto 1941    | Spind             | Norvegia    | 2.129      | Affondata   |
| 20 settembre 1941 | T.J. Williams     | Regno Unito | 8.212      | Affondata   |
| 20 settembre 1941 | Pink Star         | Panama      | 4.150      | Affondata   |
| 20 settembre 1941 | Barbaro           | Norvegia    | 6.325      | Affondata   |
| 30 ottobre 1941   | USS Reuben James  | Stati Uniti | 1.190      | Affondata   |
| 15 gennaio 1942   | Dayrose           | Regno Unito | 4.113      | Affondata   |
| 18 gennaio 1942   | Frances Salman    | Stati Uniti | 2.609      | Affondata   |
| 20 gennaio 1942   | Maro              | Grecia      | 3.838      | Affondata   |
| 25 marzo 1942     | Ocana             | Paesi Bassi | 6.256      | Affondata   |
| 3 aprile 1942     | David H. Atwater  | Stati Uniti | 2.438      | Affondata   |
| 4 aprile 1942     | Byron D. Benson   | Stati Uniti | 7.953      | Affondata   |
| 7 aprile 1942     | British Splendour | Regno Unito | 7.138      | Affondata   |
| 7 aprile 1942     | Lancing           | Norvegia    | 7.866      | Affondata   |
| 9 aprile 1942     | Atlas             | Stati Uniti | 7.137      | Affondata   |
| 10 aprile 1942    | Tarnaulipas       | Stati Uniti | 6.943      | Affondata   |
| 15 giugno 1942    | City of Oxford    | Regno Unito | 2.759      | Affondata   |
| 15 giugno 1942    | Etrib             | Regno Unito | 1.943      | Affondata   |
| 15 giugno 1942    | Pelayo            | Regno Unito | 1.346      | Affondata   |
| 15 giugno 1942    | Slemdal           | Norvegia    | 7.374      | Affondata   |
| 15 giugno 1942    | Thurso            | Regno Unito | 2.436      | Affondata   |
| 25 luglio 1942    | British Merit     | Regno Unito | 8.093      | Danneggiata |
| 25 luglio 1942    | Broompark         | Regno Unito | 5.136      | Affondata   |
| 3 agosto 1942     | G.S. Walden       | Regno Unito | 10.627     | Danneggiata |
| 3 agosto 1942     | Lochatrine        | Regno Unito | 9.419      | Affondata   |
| 19 settembre 1942 | HMS Alouette      | Regno Unito | 520        | Affondata   |
| 3 dicembre 1942   | Wallsend          | Regno Unito | 3.157      | Affondata   |